# Dwergpofadder
De dwergpofadder (Bitis peringueyi) is een giftige slang uit de familie adders (Viperidae).

## Naam en indeling
De wetenschappelijke naam van de soort werd voor het eerst voorgesteld door George Albert Boulenger in 1888. Oorspronkelijk werd de wetenschappelijke naam Vipera peringueyi gebruikt. De slang werd door verschillende auteurs tot het niet meer erkende ondergeslacht Calechidna gerekend. De soortaanduiding peringueyi is een eerbetoon aan de Frans-Zuid-Afrikaans entomoloog Louis Albert Péringuey (1855-1924).
De dwergpofadder dankt zijn naam aan het feit dat het een van de kleinste soorten is uit het geslacht van de pofadders (Bitis). Ook in andere talen wordt de slang vernoemd naar zijn relatief kleine lichaamslengte, zoals het Duitse zwergpuffotter en het Engelse dwarf puff adder. Daarnaast verwijzen veel namen naar het verspreidingsgebied, zoals het Engelse Namib dwarf sand adder en het Duitse namibviper.

## Verspreiding en habitat
De adder komt voor in delen van Afrika en leeft in zuidelijk Angola en Namibië. De dwergpofadder bewoont delen van de Namibwoestijn, een grote en hete zandwoestijn in Zuidelijk Afrika. De adder komt hier voor in een groot deel van de kuststrook van de woestijn. De habitat bestaat uit zanderige gebieden met een losse ondergrond zodat de slang zich onder het zand kan verstoppen. De dwergpofadder is goed gecamoufleerd en kan zich snel voortbewegen over het zand, het is tevens een goede graver.
Door de internationale natuurbeschermingsorganisatie IUCN is de beschermingsstatus 'veilig' toegewezen (Least Concern of LC). De dwergpofadder komt algemeen voor, en er zijn geen bekende bedreigingen. De habitat bestaat grotendeels uit gebieden waar geen mensen wonen.
De adder wordt op kleine schaal in het wild verzameld voor de handel in exotische dieren. Aangezien de dieren zijn beschermd is het vangen en de verkoop ervan verboden.

## Uiterlijke kenmerken

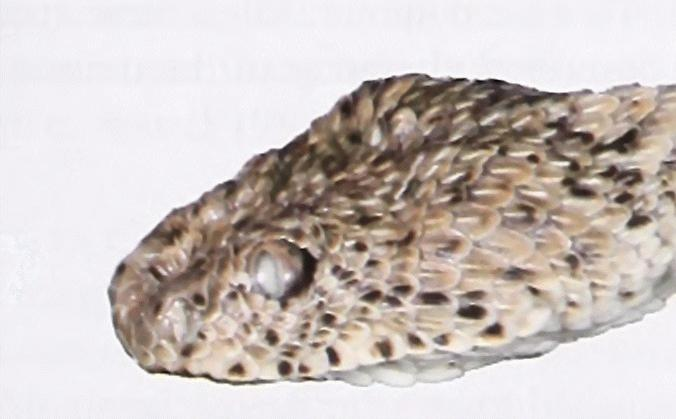
Kop van de dwergpofadder, de ogen zijn aan de bovenzijde van de kop gelegen.

De kop is relatief kort en enigszins afgeplat; de kop is bijna net zo lang als breed en is van bovenaf bezien bijna driehoekig van vorm. De ogen zijn aan de bovenzijde van de kop gepositioneerd zodat de slang half ingegraven steeds zijn omgeving waar kan nemen. Tussen de ogen zijn steeds zes tot negen schubben aanwezig. Dit is een verschil met andere pofadders, zoals de soort Bitis cornuta die hier altijd twaalf tot zeventien schubben heeft. De adder heeft tien tot veertien labiale schubben aan de bovenlip en tien tot dertien schubben aan de onderlip.
De dwergpofadder bereikt een totale lichaamslengte van 22 tot 25 centimeter, zelden meer als 30 cm. Het lichaam is relatief dik en erg gespierd. De lichaamskleur is zandkleurig lichtbruin -grijsgeel tot roodgeel- zodat het dier niet opvalt als het zich half ingegraven in de bodem schuilhoudt. De kop kan zowel gevlekt als ongevlekt zijn. Aan de bovenzijde zijn drie rijen onregelmatige, vage zwarte vlekken aanwezig. De schubben van de kop en het lichaam zijn sterk gekield; ze zijn voorzien van een opstaande rand zodat ze het lichaam meer grip geven bij het kruipen op het zand. Op het midden van het lichaam zijn 23 tot 31 lengterijen schubben aanwezig.
Het aantal schubben aan de onderzijde van het lichaam verschilt tussen mannetjes en vrouwtjes, dit kan dienen om de sekse van de dieren te bepalen. De mannetjes bezitten 117 tot 138 buikschilden en de vrouwtjes hebben er 125 tot 144. Aan de onderzijde van de staart zijn de staartschubben gelegen, mannetjes hebben er 22 tot 30 en vrouwtjes 15 tot 25. De anaalschub bestaat uit één geheel en is niet in tweeën gedeeld zoals bij verwante addersoorten het geval is.
De staartpunt is diepzwart van kleur, een afwijkende kleur aan het uiteinde van de staart komt ook voor bij andere slangen zoals de hoornadder Cerastes vipera die eveneens een zwarte staartpunt heeft.

## Levenswijze

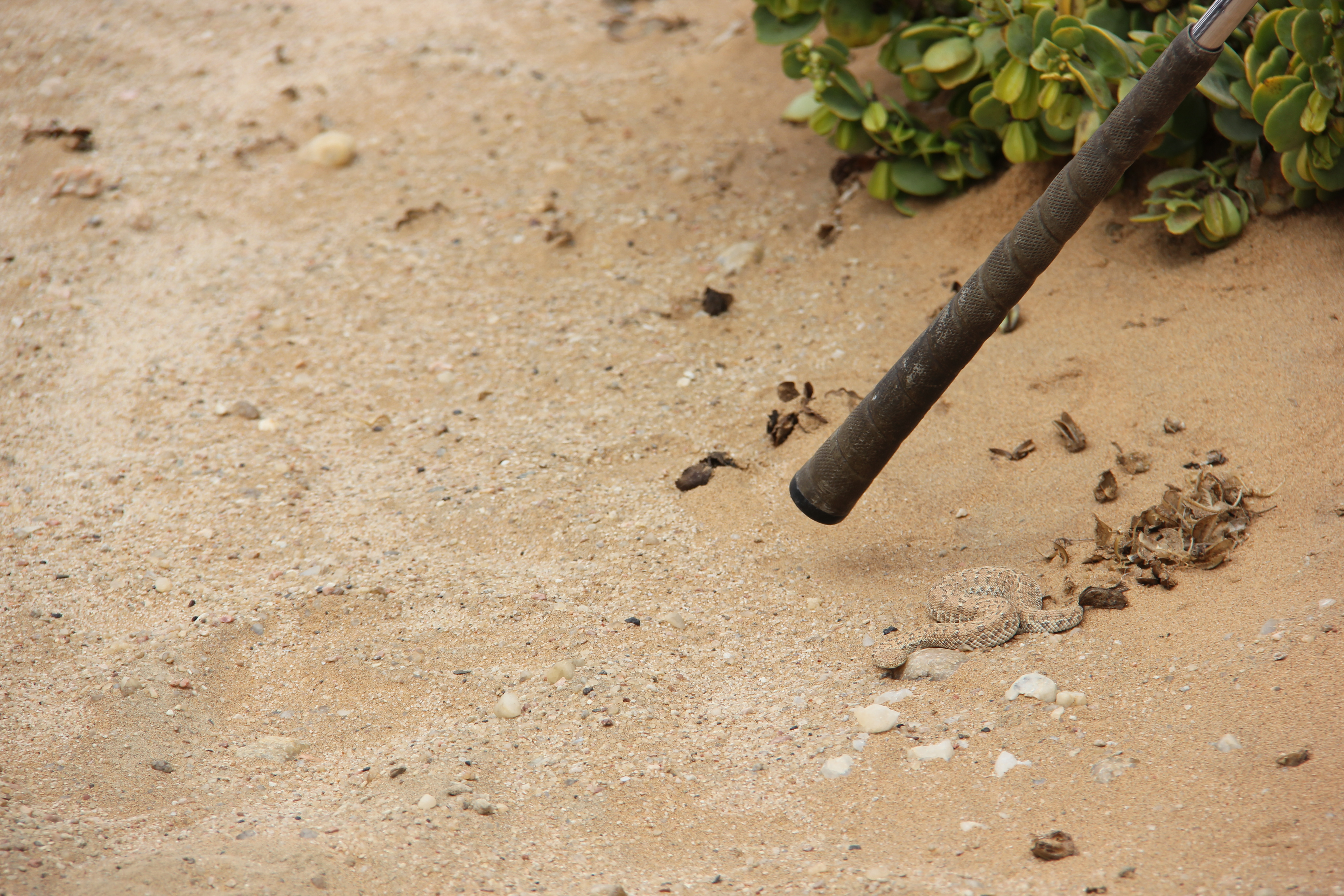
De dwergpofadder is nagenoeg onzichtbaar in het zand. Hier is de slang rechtsonder te zien.

De dwergpofadder is een bodembewoner die nooit klimt. De slang brengt een groot deel van zijn leven door in de bodem waarbij het dier zich grotendeels ingraaft in het zand. Vaak bevindt de adder zich vlak bij een graspol aan de rand van een zandduin.
De dwergpofadder kan zich zijwaarts voortbewegen door het lichaam op het hete zand in lussen te bewegen. Zo raken steeds slechts twee delen van het lichaam het warme zand zodat de slang niet oververhit raakt. Deze manier van voortbewegen wordt wel sidewinding genoemd en laat typerende sporen achter in het woestijnzand die tot op honderden meters te volgen zijn. Het lichaam verkrijgt zo ook veel grip op het rulle zand en de adder is in staat steile zandhellingen te beklimmen van wel 45 graden.
De dwergpofadder drinkt niet uit plassen water maar neemt vocht op uit de nevelige en vochtige lucht die wordt aangevoerd vanuit de Atlantische Oceaan. De slang plat hierbij het lichaam af zodat het oppervlak groter wordt en meer water condenseert op de huid dat vervolgens wordt opgelikt.

## Voedsel en jacht
Het voedsel bestaat voornamelijk uit hagedissen, maar ook knaagdieren worden gegeten. Grotere prooidieren worden gebeten en vervolgens weer losgelaten. Kleinere prooien worden na de beet vastgeklemd in de bek tot de dood intreed waarna ze worden verzwolgen. De voornaamste prooidieren zijn verschillende soorten gekko's uit het geslacht Ptenopus en de soort Meroles anchietae, die tot de echte hagedissen behoort. Deze hagedissen zijn net als de dwergpofadder uitgesproken woestijnbewoners.
De opvallende zwarte staartpunt wordt boven het zand uitgestoken om prooidieren te lokken. Hierbij wordt het lichaam C- vormig gekromd zodat de staartpunt vlak naast de kop is gelegen. De staartpunt heeft een afwijkende zwarte kleur die opvalt in het roodgele woestijnzand. De staartpunt wordt door andere dieren zoals hagedissen verward met een insect. Door de staartpunt heen en weer te bewegen zal de hagedis proberen deze 'prooi' buit te maken, de hagedis eindigt echter zelf vaak in de bek van de adder die bliksemsnel toeslaat.

## Verdediging
Bij verstoring of het naderen van een prooi graaft de adder zich binnen korte tijd in; binnen tien tot twaalf seconden is de slang vrijwel volledig verzonken in het zand. Alleen de ogen, de neusgaten en de staartpunt steken iets boven het zand uit. Door een deel van de kop te exposeren kan de slang zijn omgeving verkennen en prooien zien naderen. Als het dier wordt bedreigd zal het hevig sissen en maakt razendsnelle bijtbewegingen. Beten bij mensen zijn echter zeer zeldzaam. Het gif van de slang bestaat uit een mild cytotoxine, er wordt per beet relatief weinig gif afgegeven.
Het gif kan bij de mens zwellingen en pijn veroorzaken maar is zelden dodelijk. De standaard antistoffen tegen slangengif zijn niet werkzaam bij deze soort.

## Voortplanting en ontwikkeling
De vrouwtjes zetten geen eieren af; de dieren zijn eierlevendbarend en de jongen komen levend ter wereld. Per worp worden drie tot tien jongen geboren tussen december en april. De jongen zijn direct zelfstandig, ze zijn bij hun geboorte ongeveer 12 tot 14 centimeter lang. De jongen hebben een heldere lichaamskleur en meer afstekende vlekken dan de oudere dieren.